# George Montagu (1er duc de Montagu)
George Montagu (26 juillet 1712 - 23 mai 1790) ,, est un pair britannique. Il est titré Lord Brudenell jusqu'en 1732 et puis comte de Cardigan entre 1732 et 1766, et duc de Montagu après cette date.

## Biographie
Il est né George Brudenell à Cardigan House, au Lincoln's Inn Fields, à Londres, fils aîné de George Brudenell (3e comte de Cardigan) et de son épouse, Lady Elizabeth Bruce, fille de Thomas Bruce (2e comte d'Ailesbury) . Il est baptisé le 1er août 1712 à St Giles-in-the-Fields. Il est le frère aîné de James Brudenell (5e comte de Cardigan), de l'honorable Robert Brudenell et de Thomas Brudenell-Bruce (1er comte d'Ailesbury). Il est inscrit au Queen's College d'Oxford le 1er juillet 1726 et en sort diplômé le 31 janvier 1729 avec une maîtrise en arts.
Il succède à son père dans le comté de 1732. En 1742, il est nommé juge à Eyre, au nord de la Trent, poste qu'il occupe jusqu'en 1752. Il hérite des propriétés de son beau-père, John Montagu (2e duc de Montagu), en 1749, et prend le nom de famille "Montagu" pour lui et ses enfants le 15 juillet 1749. En 1752, il est fait chevalier de la jarretière et devient constable et gouverneur du château de Windsor, le restant jusqu'à sa mort. En 1766, il est créé marquis de Monthermer et duc de Montagu, renaissance des titres éteints à la mort de son beau-père.
Son fils unique, John Montagu, marquis de Monthermer, a été créé pair de son propre droit en 1762 comme baron Montagu de Boughton, mais il est mort célibataire en 1770, et, sans héritier mâle, Montagu est créé baron Montagu de Boughton, de Boughton dans le comté de Northampton, en 1776, avec un reliquat spécial pour les fils cadets de sa fille Elizabeth, qui a épousé Henry Scott, troisième duc de Buccleuch. Il est admis au Conseil privé la même année. Il sert ensuite en tant que Maître du Cheval de 1780 à 1790 et en tant que Lord Lieutenant du Huntingdonshire de 1789 à 1790.

## Famille

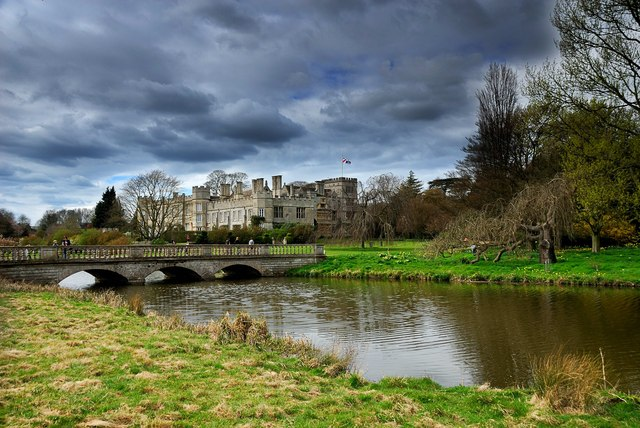
Deene Park, Northamptonshire - siège de la famille Brudenell

Il épouse Lady Mary Montagu, fille de John Montagu (2e duc de Montagu) (de la première création), le 7 juillet 1730 à St Giles-in-the-Fields. Ils ont deux enfants qui ont survécu à la petite enfance:
- John Montagu (marquis de Monthermer) et 1er baron Montagu de Boughton (18 mars 1735 – 11 avril 1770)
- Lady Elizabeth Montagu (29 mai 1743 – 21 novembre 1827), qui épouse Henry Scott, 3e duc de Buccleuch.

La duchesse de Montagu est décédée en mai 1775. Le duc de Montagu meurt en mai 1790, à l'âge de 77 ans, à Privy Gardens, Whitehall, Londres. Le marquisat et le duché s'éteignent, le comté de Cardigan et ses titres associés passent à son frère, Lord Brudenell, et la baronnie de Montagu, à son petit-fils, Lord Henry Scott (qui prend le nom de famille "Montagu-Scott", et dont la mort éteint la baronnie).